# The Nature Conservancy
The Nature Conservancy (TNC) è un'organizzazione senza scopo di lucro per la conservazione con sede negli Stati Uniti. L'organizzazione ha sede ad Arlington, Virginia, e si occupa della protezione di piante, animali e biocenosi che sono rappresentativi della diversità della vita sulla terra (biodiversità), nonché della protezione dei loro habitat sulla terra e nell'acqua.

## Storia
L'organizzazione è stata fondata nel 1951. Il precursore era l'Ecologists' Union, fondata nel 1946, che a sua volta emerse dal Committee for the Preservation of Natural Conditions del 1917, un gruppo di sostenitori della protezione ambientale attiva sotto la guida di Victor Ernest Shelford all'interno della Ecological Society of America fondata nel 1915. Nel 1987 TNC ha ricevuto uno dei primi Global 500 Awards dall'UNEP.
The Nature Conservancy ha oltre un milione di membri dal 1999 ed è attiva non solo in tutti i 50 stati degli Stati Uniti, ma anche in oltre 30 paesi in tutto il mondo. TNC ha già posto sotto protezione oltre 69.000 km² di aree negli Stati Uniti e oltre 473.000 km² in tutto il mondo (a partire dal 2007). Possiede, ad esempio, riserve naturali come la Riserva della Valle del Niobrara. Le vendite annuali nel 2006 sono state di 1,02 miliardi di dollari. Insieme al Sierra Club e alla Conservation International, TNC è una delle tre più grandi organizzazioni per la conservazione degli Stati Uniti.
L'ex capo della banca d'investimento Goldman Sachs (dal 1999 al 2006) e successivamente Segretario al tesoro degli Stati Uniti (dal 2006 al 2008) nel gabinetto di George W. Bush, Henry Paulson, è un membro di lunga data di TNC ed è stato temporaneamente presidente. Steven J. McCormick è stato presidente dell'organizzazione dal 2001 al 2008. Da allora, è stata guidata da Mark R. Tercek, che era anche un ex manager di Goldman Sachs.
Dopo il disastro della Deepwater Horizon nel maggio 2010, TNC è stata criticata per la sua collaborazione di lunga data con la compagnia energetica responsabile BP. Nel febbraio 2018 The Nature Conservancy ha rilevato 21,6 milioni di dollari del debito nazionale delle Seychelles. Ciò è stato fatto nell'ambito di un commercio di "scambio del debito con la natura", in cui le Seychelles si sono impegnate a porre vaste aree di mare sotto la protezione della natura.

## Sistema dello stato di protezione
The Nature Conservancy ha introdotto un proprio sistema di protezione delle specie. In questo sistema, G denota globale, N nazionale e S subregionale. Queste lettere sono seguite da:
- X - presumibilmente estinto (non è stato trovato nemmeno in ricerche estese)
- H - probabilmente estinto (per avvistamenti storici con qualche speranza di essere trovati)
- 1 - In pericolo critico (in genere 5 avvistamenti o meno di 1000 rappresentanti)
- 2 - in pericolo (in genere da 6 a 20 avvistamenti o da 1000 a 3000 rappresentanti)
- 3 - vulnerabile (raro; in genere da 21 a 1000 avvistamenti o da 3000 a 10000 individui)
- R o? - Rapporti nazionali o regionali, ma lo stato locale non è disponibile. Insieme a G1 a G3: stato locale indefinito.
- 4 - Apparentemente certo (insolito ma non raro; preoccupazioni per il futuro, in genere oltre 100 avvistamenti e 10.000 esemplari)
- 5 - sicuro (comune, numero elevato, diffuso)

## Critica
Le aree protette da The Nature Conservancy sono almeno in parte non minacciate dalla deforestazione, in quanto già designate come aree protette.